# Loxophlebia berberoi
Loxophlebia berberoi är en fjärilsart som beskrevs av Jörgensen 1935. Loxophlebia berberoi ingår i släktet Loxophlebia och familjen björnspinnare. Inga underarter finns listade i Catalogue of Life.